# Прапор Нижньогірського району
Пра́пор Нижньогірського райо́ну затверджений 20 листопада 2008 року рішенням № 11 Нижньогірської районної ради.

## Опис
Жовте прямокутне полотнище із співвідношенням ширини до довжини 2:3, на якому перетнуто лівим синім перев'язом (ширина 2/3 ширини прапора), на якому синій вилоподібний хрест, що йде від середини вільного краю до древка. Товщина хреста становить 1/4 ширини прапора.

## Значення символіки
Проєкт прапора побудований на основі елементів герба Нижньогірського району і несе його символіку.